# Sandy Jobin-Bevans
Sandy Jobin-Bevans (ur. 21 kwietnia 1972) – kanadyjski aktor komediowy i dramatyczny. Grał Jacka Fostera w serialu Tess kontra chłopaki.

## Filmografia[1]
| Tytuł                              | Rola                          | Rok       |
| ---------------------------------- | ----------------------------- | --------- |
| Czynnik PSI                        | Technik (gościnnie)           | 1996-2000 |
| Zbrodnia w klubie Chippendales     | Agent FBI                     | 2000      |
| Queer as Folk                      | Adam (gościnnie)              | 2000-2005 |
| O dwóch takich, co poszli w miasto | Oficer Palumbo                | 2004      |
| Run Robot Run!                     | Ed Starr                      | 2006      |
| Mokra robota                       | Nadzorca Davis                | 2007      |
| Zakochana na zabój                 | Kanadyjski strażnik graniczny | 2007      |
| Tess kontra chłopaki               | Jack Foster                   | 2011      |